# Yasuo Tanaka (astronome)
Pour les articles homonymes, voir Yasuo Tanaka et Tanaka.
Yasuo Tanaka (田中 靖郎, Tanaka Yasuo), né le 18 mars 1931 et mort le 18 janvier 2018, est un astrophysicien japonais, professeur émérite à l'Institut des sciences spatiales et astronautiques (ISAS) (département de JAXA) dans la préfecture de Kanagawa au Japon, et chercheur invité à l'institut Max-Planck de physique extraterrestre à Garching bei München, en Allemagne.
Pionnier de l'astronomie des rayons X, il est responsable de développement et des opérations des satellites GINGA, TENMA et ASCA.

## Honneurs et récompenses

### Récompenses
- Prix impérial de l'Académie japonaise (1993)
- Médaille James-Craig-Watson (1994)
- Associé étranger à la National Academy of Sciences (1998) [2]
- Prix Bruno Rossi (2001)
- Personne de mérite culturel (2011)

### Éponyme
- Astéroïde (4387) Tanaka.

### Autre
- L'American Astronomical Society l'a nommé membre honoraire (2012)

## Source de la traduction
- (en) Cet article est partiellement ou en totalité issu de l’article de Wikipédia en anglais intitulé « Yasuo Tanaka (astronomer) » (voir la liste des auteurs).